# Взывающий
«Взывающий» (нем. Der Mahner) — памятник свободе прессы и призыву борьбы с насилием, установленный в парке Хофгартен в Дюссельдорфе, установленный в 1985 году. Его автор — советский андеграундный художник Вадим Сидур. На создание скульптуры его вдохновила встреча с журналистом и основателем журнала «Der Spiegel» Рудольфом Аугштайном.

## Строение
Памятник из бронзы имеет высоту 4,8 метра. Он представляет собой абстрактную одинокую стройную человеческую фигуру, которая разогнула спину, распрямила плечи, сильно вытянувшись ввысь и слегка откинувшись назад. Большие руки, отставленные перпендикулярно в стороны как перекладина креста, замыкаются в скруглённый тупой треугольник и складывают кисти в непропорционально большую воронку над её запрокинутой небольшой головой, которую спереди почти не видно. С помощью этого рупора она как будто криком взывает в открытое пространство к окружающему миру, к небу. Этот глас исходит изнутри человека, на что указывает глубокая борозда на его передней поверхности, открывающаяся на груди в сторону воронки. Нижняя часть фигуры расширяется, как будто она закутана в мантию в пол, ассоциируя её образ с неким духовным авторитетом.

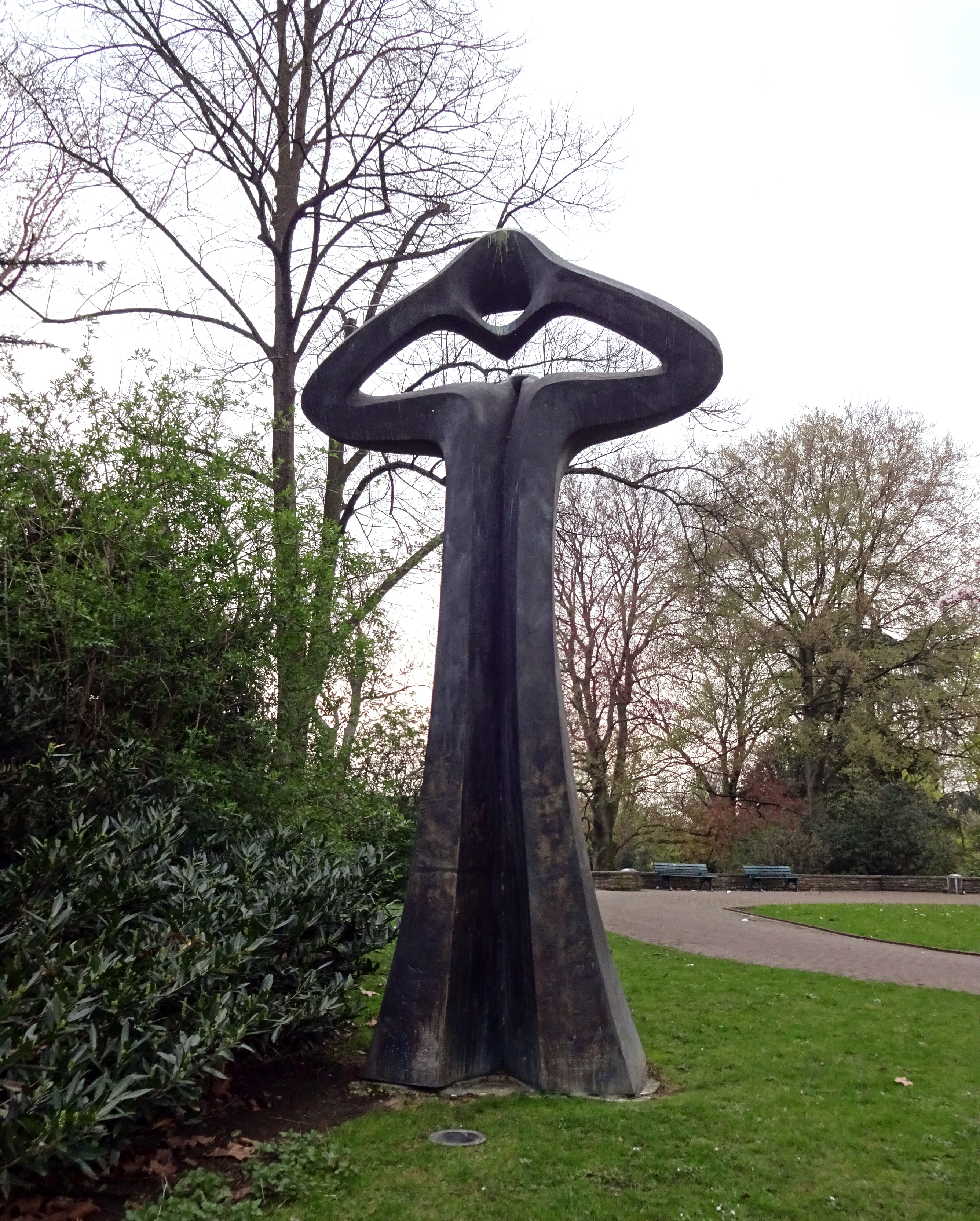
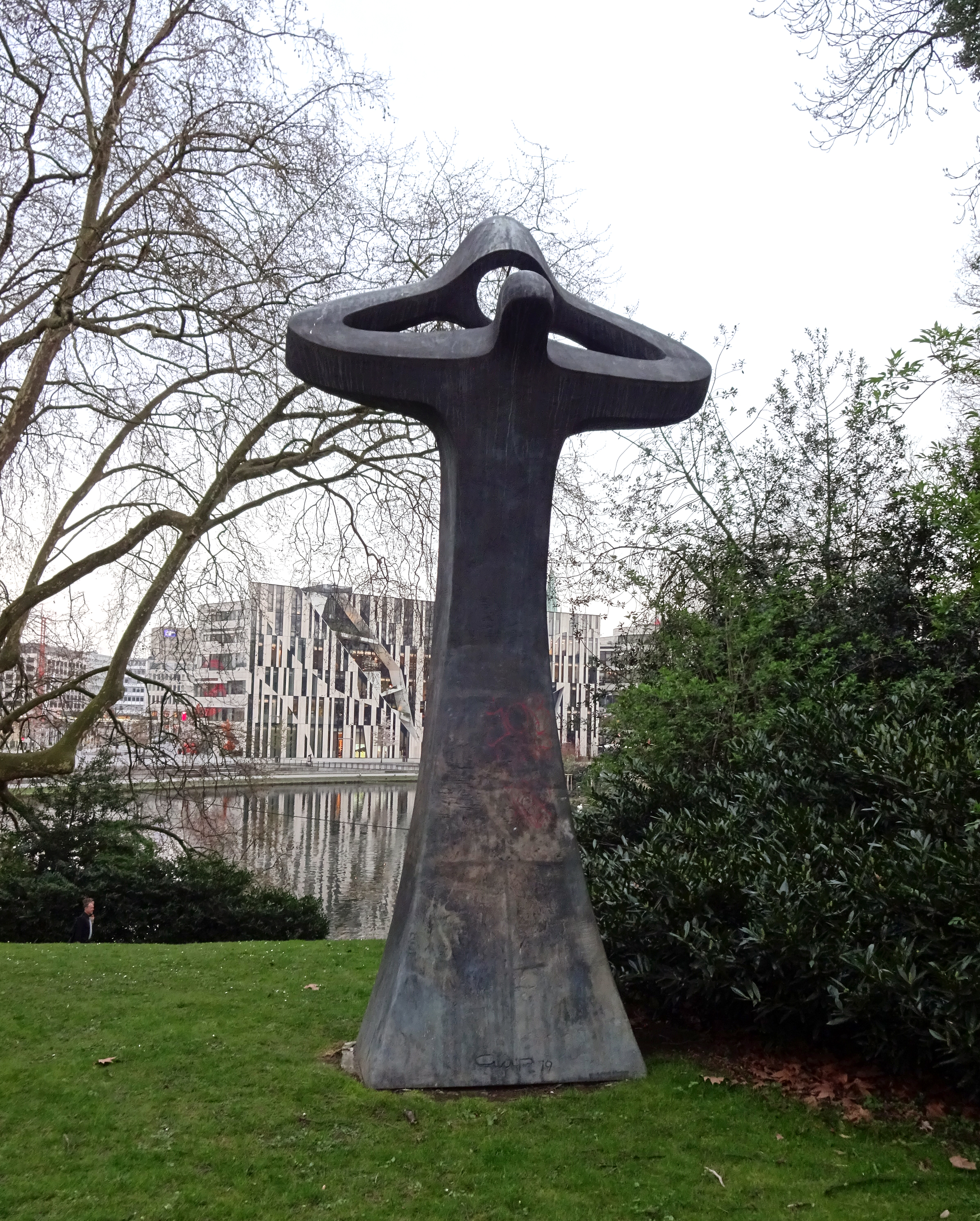
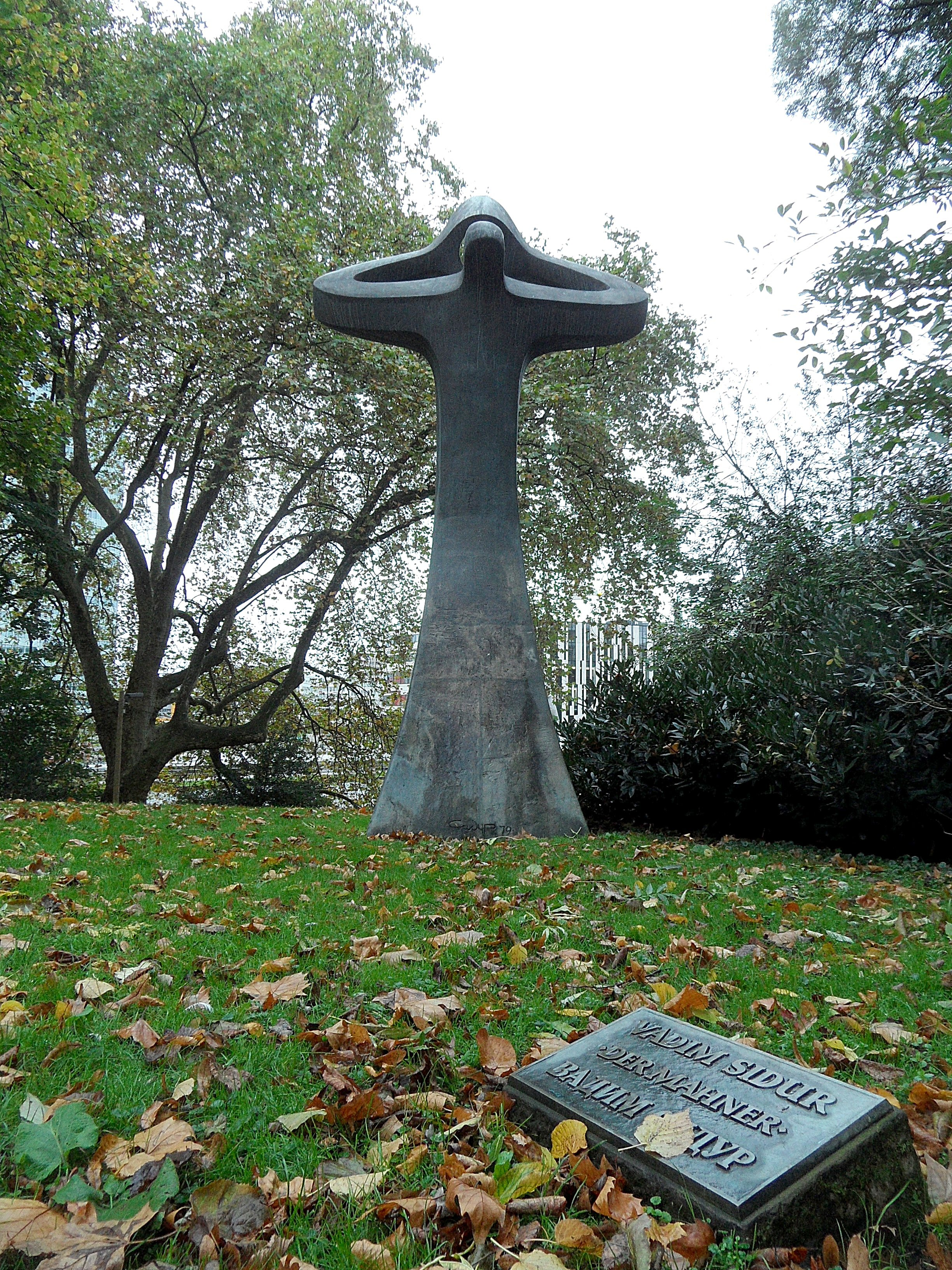
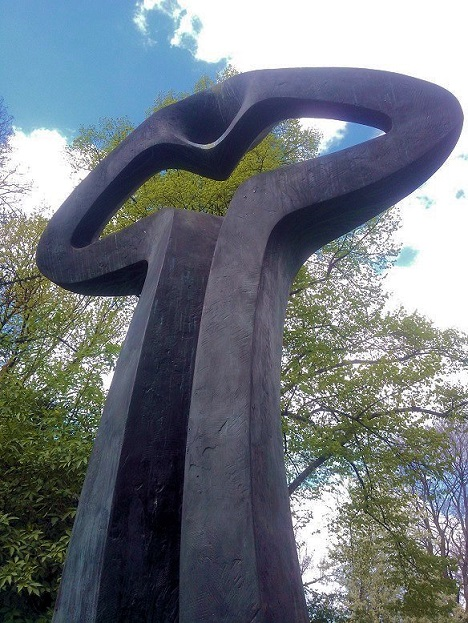

Скульптура, созданная в рамках надрывного цикла «Памятники», изначально задуманная как символ свободы слова и прессы, позднее приобрела более широкую трактовку. Она стала «кричащим иероглифом», воплощением вопля, библейским «гласом вопиющего в пустыне». Этот безмолвный крик как бы рвёт изнутри металл. Это фигура «взывающего» к людям человека, с призывом остановить насилие, это крик по всем убитым, искалеченным и страдающим, это вопль-предостережение. Скульптура изображает философа, пророка или творца. Памятник стал для художника очень автобиографичным. Вадим Сидур так описал в 1983 году этот образ:

Я раздавлен

Непомерной тяжестью ответственности

Никем на меня не возложенной

Ничего не могу предложить человечеству

Для спасения

Остается застыть

Превратиться в бронзовую скульптуру

И стать навсегда

Безмолвным

Взывающим
На табличке на земле около памятника размещена надпись: «VADIM SIDUR / DER MAHNER / ВАДИМ СИДУР». А также цитата-посвящение Удо ван Меетерена:
Человек этой Земли,

Кто бы ты ни был,

Откуда бы ты ни явился,

Куда бы ты ни шел,

Помни,

Бог Всемогущий

одолжил тебе эту жизнь,

чтобы научить отличать

добро от зла.

Используй свою жизнь,

чтобы творить добро.
Оригинальный текст (нем.)MENSCH DIESER ERDE,

 WER DU AUCH BIST,

 WOHER DU AUCH KOMMST,

 WOHIN DU AUCH GEHST,

 BEDENKE,

 GOTT, DER ALLMÄCHTIGE,

 HAT DIR DIES LEBEN GELIEHEN,

 UNTERSCHEIDEN ZU LERNEN,

 DAS GUTE VOM BÖSEN.

 NUTZE DEIN LEBEN,

 DAS GUTE ZU TUN.

## История
В декабре 1978 года в Москву прибыл с визитом журналист и основатель журнала «Der Spiegel» Рудольф Аугштайн. Среди прочего он посетил мастерскую советского андеграундного художника Вадима Сидура. Во время приватного общения за ужином журналист высказал идею о том, что было бы неплохо установить перед гамбургской штаб-квартирой «Der Spiegel» посвященный свободе прессы монумент. Эта идея запала скульптору и уже в следующем году он создал модель «Взывающего». Фигурка была отлита в бронзе и представлена в Гамбурге в сентябре 1979 года на выставке Вадима Сидура, одним из спонсоров которой был «Der Spiegel». Однако дальнейшая реализация проекта была прервана из-за нападения СССР на Афганистан.
В 1980-х годах в Кёльне было открыто новое здание радиостанции «Немецкая волна». Её журналист Николаус Элерт, ранее служивший в посольстве ФРГ в Москве, предложил установить перед офисом скульптуру «Взывающий». Однако и на этот раз идея не была воплощена.
В декабре 1983 года Москву посетили давние друзья Вадима Сидура супруги Вальдемар и Андрея фон Кнооп. Вместе с ними приехали их знакомые немецкие меценаты Удо и Ирмель ван Метерен. Во время ужина Удо ван Метерен высказался о «Взывающем»: «Я совершенно восхищен этой скульптурой и думаю, что она должна стоять во всех столицах перед всеми правительственными учреждениями». Он предложил установить его в Дюссельдорфе. Модель скульптуры была передана меценату в ФРГ давним другом Сидурра славистом Карлом Аймермахером. Удо ван Метерен поручил её увеличение швейцарскому скульптору Дитеру Паффрату, который был знаком с автором и уже работал над масштабированием его произведений, например «Треблинки». Преподнесённый меценатом в дар городу памятник был торжественно открыт 15 октября 1985 года на горе Ананасберг в парке Хофгартен. Событие освещалось в прессе, в том числе «Deutsche Welle».
Во время конкурса 1989 года на памятник жертвам политических репрессий в Москве многие предлагали установить памятник «Взывающий».